# Indische Badmintonmeisterschaft 1985/86
Die Indische Badmintonmeisterschaft der Saison 1985/1986 fand Anfang 1986 in Kota statt. Es war die 50. Austragung der nationalen Titelkämpfe im Badminton in Indien.

## Finalergebnisse
| Disziplin    | Sieger                        | Finalist                     | Ergebnis     |
| ------------ | ----------------------------- | ---------------------------- | ------------ |
| Herreneinzel | Syed Modi                     | Vimal Kumar                  | 15-12, 15-12 |
| Dameneinzel  | Madhumita Bisht               | Ami Ghia                     |              |
| Herrendoppel | Partho Ganguli Vikram Singh   | Leroy D’sa Sanat Misra       |              |
| Damendoppel  | Madhumita Bisht Mallika Barua | Deepti Thanekar Ami Ghia     |              |
| Mixed        | Pradeep Gandhe Ami Ghia       | Vikram Singh Madhumita Bisht |              |